# Végétal
Végétal är det andra studioalbumet av den franska artisten Émilie Simon, släppt 2006 på skivbolaget Barclay. Precis som debutalbumet är Végétal producerat och skrivet av Émilie Simon själv. Texterna är också här både på engelska och franska. På albumet återfinns singlarna Fleur de Saison, Rose Hybride de Thé och Dame de Lotus. Albumtiteln Végétal är franska och betyder planta eller växt, vilket är temat för samtliga låtar på skivan. Det räknas därför ibland som ett konceptalbum.
Albumet nådde som högst plats 11 på den franska albumlistan och har sålts i mer än 77 000 exemplar i Frankrike.

## Låtlista
Alla låtar är skrivna av Émilie Simon.
1. "Alicia" - 3:56
2. "Fleur de Saison" - 4:10
3. "Le Vieil Amant" - 4:36
4. "Sweet Blossom" - 3:46
5. "Opium" - 2:50
6. "Dame de Lotus" - 3:23
7. "Swimming" - 4:10
8. "In the Lake" - 3:28
9. "Rose Hybride de Thé" - 3:16
10. "Never Fall in Love" - 2:54
11. "Annie" - 3:21
12. "My Old Friend" - 4:46
13. "En Cendres" - 5:24

Bonuslåtar på japanska utgåvan
1. "Papillon" - 3:25
2. "Ferraille" - 2:44

## Medverkande
- Émilie Simon - sång, producent, programmering, arrangemang, gitarr, slagverk, skivomslag
- Sylvain Taillet - exekutiv producent
- François Chevallier, Guy Simon, Markus Dravs - inspelning
- Franck Arkwright - mastering
- Markus Dravs - mixning
- Ludovic Bruni - gitarr
- Mehdi Parisot - gitarr
- Simon Edwards - bas
- Cyril Hernandez - slagverk
- Simon Edwards - slagverk
- Alison Dods - fiol
- Lucy Wilkins - fiol
- Nell Catchpole - altfiol
- Arnaud Crozatier - cello
- Chris Allan - cello
- Janice Renau - cello
- David Couacou - beatboxing
- Stéphanie Di Giusto  - fotografi

## Listplaceringar
| Lista (2006) | Topplacering |
| ------------ | ------------ |
| Frankrike    | 11           |
| Schweiz      | 44           |
| Belgien (Wa) | 33           |